# ده برأفتاب السفلي (سررود الشمالي)
ده برأفتاب السفلی (بالفارسية: ده برآفتآب سفلی) هي قرية تقع في إيران في قسم سررود الشمالي الريفي.